# آرمیدو ریتزتو
آرمیدو ریتزتو (ایتالیایی: Armido Rizzetto؛ زادهٔ ۲۳ مارس ۱۸۹۳) دوچرخه‌سوار اهل ایتالیا است.